# Acrolithe Ludovisi
L'Acrolithe Ludovisi (ou Aphrodite Ludovisi) est une tête féminine colossale en marbre, d'une hauteur de 83 cm, datant du IVe siècle av. J.-C., conservée au palais Altemps (l'un des sites du Musée national romain) à Rome. La tête appartenait à un acrolithe qui proviendrait à l'origine d'un sanctuaire de Grande-Grèce. Elle fut sans doute réemployée à Rome comme la statue du culte de Vénus Erycina.

## Histoire
La tête a été trouvée près du Temple de Vénus Erycina au Quirinal. La tête féminine pourrait représenter ce qui reste de la grande statue cultuelle originelle, haute d'environ trois mètres. Elle a souvent été associée au trône Ludovisi, découvert au  sur le même lieu de réemploi, les jardins de Salluste à Rome. Cela a suffi à certains commentateurs pour en faire des œuvres provenant du même endroit, le temple ionique d'Aphrodite de Locri Epizefiri, en Calabre. Certains érudits, dont l'archéologue Margherita Guarducci, ont mis en évidence les ressemblances et similitudes remarquables entre l'Acrolithe et certaines têtes d'Aphrodite représentées sur les célèbres pìnax locriens.
La statue pourrait aussi être originaire d'un sanctuaire de Sicile, les liens stylistiques entre la Sicile et l'Italie du Sud étant très intenses à cette période. 
Selon une autre hypothèse, l'origine serait le sanctuaire de la déesse d'Erice.
En 1773, la tête faisait partie de la collection Ludovisi (de laquelle elle tire son nom), jusqu'en 1901, date à laquelle elle fut vendue à l'État italien.